# Leptotarsus mastersi
Leptotarsus mastersi är en tvåvingeart som först beskrevs av Frederick Askew Skuse 1890.  Leptotarsus mastersi ingår i släktet Leptotarsus och familjen storharkrankar. Inga underarter finns listade i Catalogue of Life.